# Mike Farrell
Pour les articles homonymes, voir Michael Farrell.
Mike Farrell est un acteur, réalisateur, scénariste et producteur américain, né le 6 février 1939 à Saint Paul, Minnesota (États-Unis).

## Biographie

### Jeunesse
Mike Farrell est l'un des quatre enfants d'Agnes Sarah Cosgrove et de Michael Joseph Farrell. 
Quand il a deux ans, sa famille déménage de South St. Paul pour s'installer à Hollywood, en Californie, où son père travaille comme charpentier sur des plateaux de tournage. Mike Farrell fréquente la West Hollywood Grammar School, où il se retrouve dans la même classe que l'actrice Natalie Wood, puis est diplômé de la Hollywood High School. Il sert ensuite au sein du Corps des Marines des États-Unis de 1957 à 1959. Après avoir été démis de ses fonctions, il occupe divers emplois avant de devenir acteur

### Carrière
Mike Farrel a été un acteur très prisé pour des rôles dans des séries TV, notamment la série MASH où il fit une apparition au cours de la quatrième saison, et dans laquelle il resta jusqu'à la fin de la série – qui compte onze saisons.
Il a également joué dans de nombreux films, notamment Le Lauréat et La Cible.

### Vie privée
Il a été marié à l’actrice Judy Farrell de 1963 à 1983 avec qui il a eu deux enfants : Erin Farrell, costumière et Michael Farrell, acteur. Depuis 1984, il est en couple avec l’actrice Shelley Fabares. 

## Filmographie

### comme acteur
- 1967 : Le Lauréat (The Graduate) de Mike Nichols : porteur dans le hall de l'hôtel
- 1967 : Objectif Lune (Countdown) de Robert Altman : ingénieur de Houston
- 1968 : La Cible (Targets) de Peter Bogdanovich : Homme dans la cabine téléphonique
- 1968 : Dayton's Devils de  Jack Shea : Officier de marine
- 1968 : Panic in the City (en) d'Eddie Davis : Dick Blaine
- 1965 : Des jours et des vies (Days of Our Lives) (série télévisée) : Scotty Banning #2 (1968-1970)
- 1969 : Worthy to Stand de Judge Whitaker : Fred Washburn
- 1971 : L'Homme de la cité (The Man and the City) (série télévisée) : Andy Hays
- 1972 : The Doomsday Machine (en) d'Herbert J. Leder  : Reporter
- 1972 : The Longest Night (en) (TV) : Wills
- 1973 : L'Assassin du métro (She Cried Murder) (TV) : Walter Stepanic
- 1974 : The Questor Tapes (en) (TV) : Jerry Robinson
- 1974 : Live Again, Die Again (en) (TV) : James Carmichael
- 1975 : Ladies of the Corridor (TV) : Paul Osgood
- 1976 : McNaughton's Daughter (TV) : Colin Pierce
- 1978 : Battered  de Peter Werner (TV) : Michael Hawks
- 1979 : Sex and the Single Parent (TV) : George
- 1979 : Letters from Frank (TV) : Richard Miller
- 1980 : Father Damien: The Leper Priest (TV) : Robertson
- 1982 : Prime Suspect (TV) : Frank Staplin
- 1983 : Memorial Day (en) (TV) : Matt Walker
- 1983 : Choices of the Heart (en) (TV) : Ambassadeur Robert E. White
- 1984 : J.F.K.: A One-Man Show (TV) : John Fitzgerald Kennedy
- 1985 : Private Sessions (TV) : Dr. Joe Braden
- 1986 : Ma femme a disparu (Vanishing Act) (TV) : Harry Kenyon
- 1989 : Un silence coupable (A Deadly Silence) (TV) : Procureur Gianelli
- 1989 : Incident à Dark River (Incident at Dark River) (TV) : Tim McFall
- 1990 : The Price of the Bride (TV) : Joe Roth
- 1991 : The Whereabouts of Jenny (en) de  Gene Reynolds (TV) : Van Zandt
- 1991 : Silent Motive (TV) : Détective Paul Trella
- 1994 : Hart to Hart: Old Friends Never Die (TV) : Frank Crane
- 1995 : The Killers Within : Clayton (membre du congrès)
- 1996 : Superman: The Last Son of Krypton (TV) : Jonathan Kent (voix)
- 1996 : Double Séduction (Vows of Deception) (TV) : Clay Spencer
- 1997 : Sins of the Mind (en) (TV) : William
- 1999 : Providence (série télévisée) : Dr Jim Hansen (1999 - 2002)
- 2003 : The Crooked E: The Unshredded Truth About Enron (en) de  Penelope Spheeris (TV) : Kenneth Lay
- 2004 : The Clinic (TV) : Dr. Cyrus Gachet
- 2005 : Les Ailes du chaos (Locusts) de David Jackson (TV) : Lyle Rierden
- 2006 : Superman: Brainiac Attacks (vidéo) : Jonathan Kent (voix)
- 2007 : Out at the Wedding de Lee Friedlander
- 2008 : Desperate Housewives (TV) : Milton Lang
- 2008 : New York, unité spéciale (saison 10, épisode 8) : Jonah Malcolm
- 2012 : Supernatural saison 8 épisode 8 ; Fred Jones

### comme producteur
- 1983 : Citizen: The Political Life of Allard K. Lowenstein
- 1983 : Memorial Day (en) (TV)
- 1988 : Nicky et Gino (Dominick and Eugene), de Robert Malcolm Young
- 1989 : Incident à Dark River (Incident at Dark River) (TV)
- 1991 : Silent Motive (TV)
- 1997 : Sins of the Mind (TV)
- 1998 : Docteur Patch (Patch Adams)

### comme réalisateur
- 1988 : Run Till You Fall (TV)
- 1995 : On a Collision Course with Earth (TV documentaire)